# نظرية الاكتشاف الفينيقي للأمريكتين

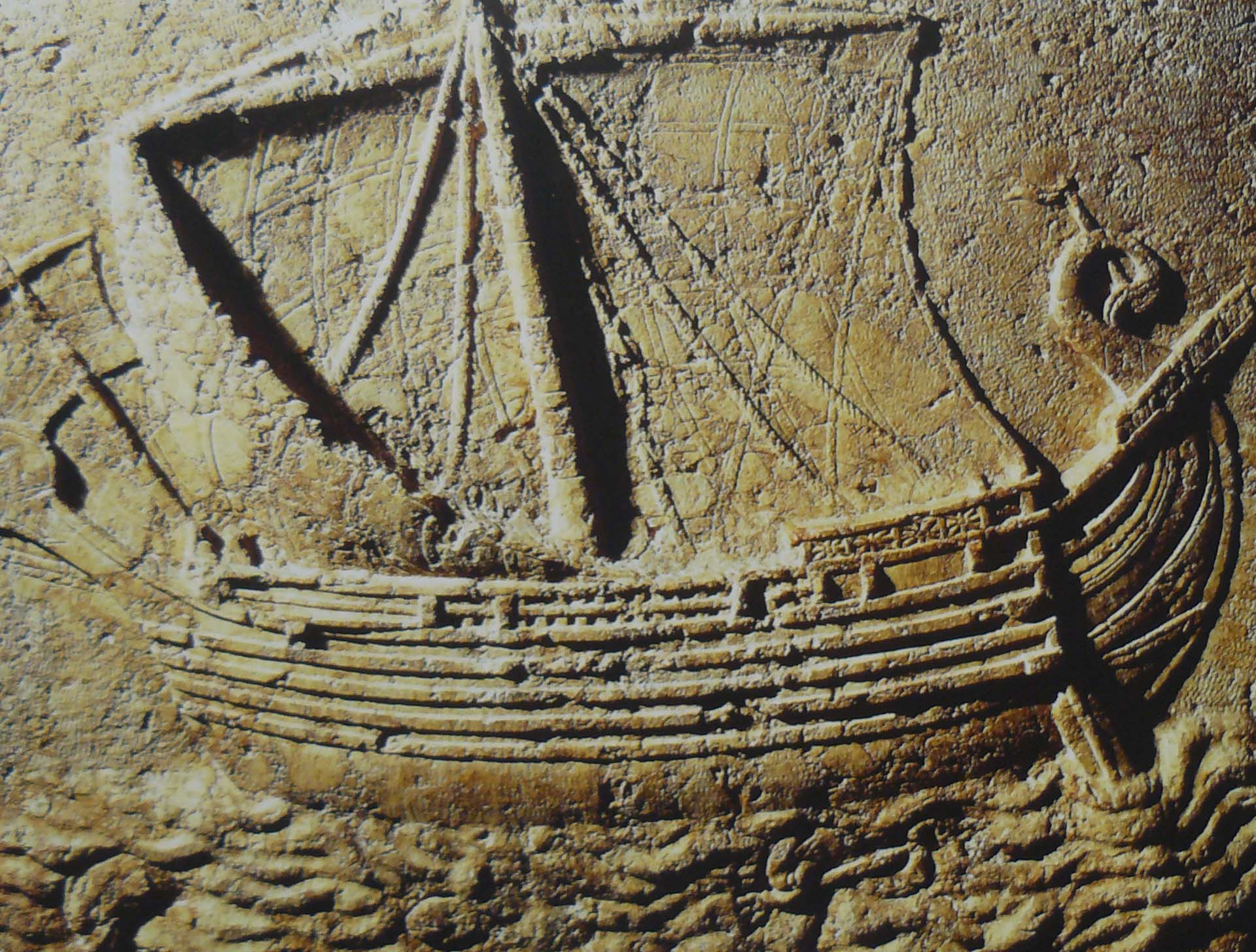
تابوت السفينة: سفينة فينيقية منحوتة على ناووس من القرن الثاني الميلادي.

تشير نظرية الاكتشاف الفينيقي للأمريكتين إلى أن أول اتصال بالعالم القديم مع الأمريكتين لم يكن مع مستوطنين شماليين أو كريستوفر كولومبوس، ولكن مع الفينيقيين (أو، بدلًا من ذلك، مع الشعوب السامية الأخرى) في الألفية الأولى قبل الميلاد.
من المحتمل أن تكون سفن بلاد ما بين النهرين قد ضاعت وأبحرت إلى الأمريكتين، وتركت قطع أثرية بالقرب من الساحل يمكن اختبارها للتأكد من صحتها. تشير الدلائل الإيجابية إلى أن المستكشفين الشرقيين اكتشفوا الأمريكتين قبل فترة طويلة من استكشاف الشمال في نيوفاوندلاند في العام 1000.

## الخلفية
ربما كان بحر سارجاسو معروفًا لدى البحارة الأوائل، حيث وصفت قصيدة كتبها مؤلف من أواخر القرن الرابع يدعى روفوس فيستوس أفينيوس أن الأعشاب البحرية تغطي جزءً من المحيط الأطلسي، مستشهدًا براوية مفقود الآن من قبل الملاح القرطاجي هملكون في القرن الخامس قبل الميلاد.

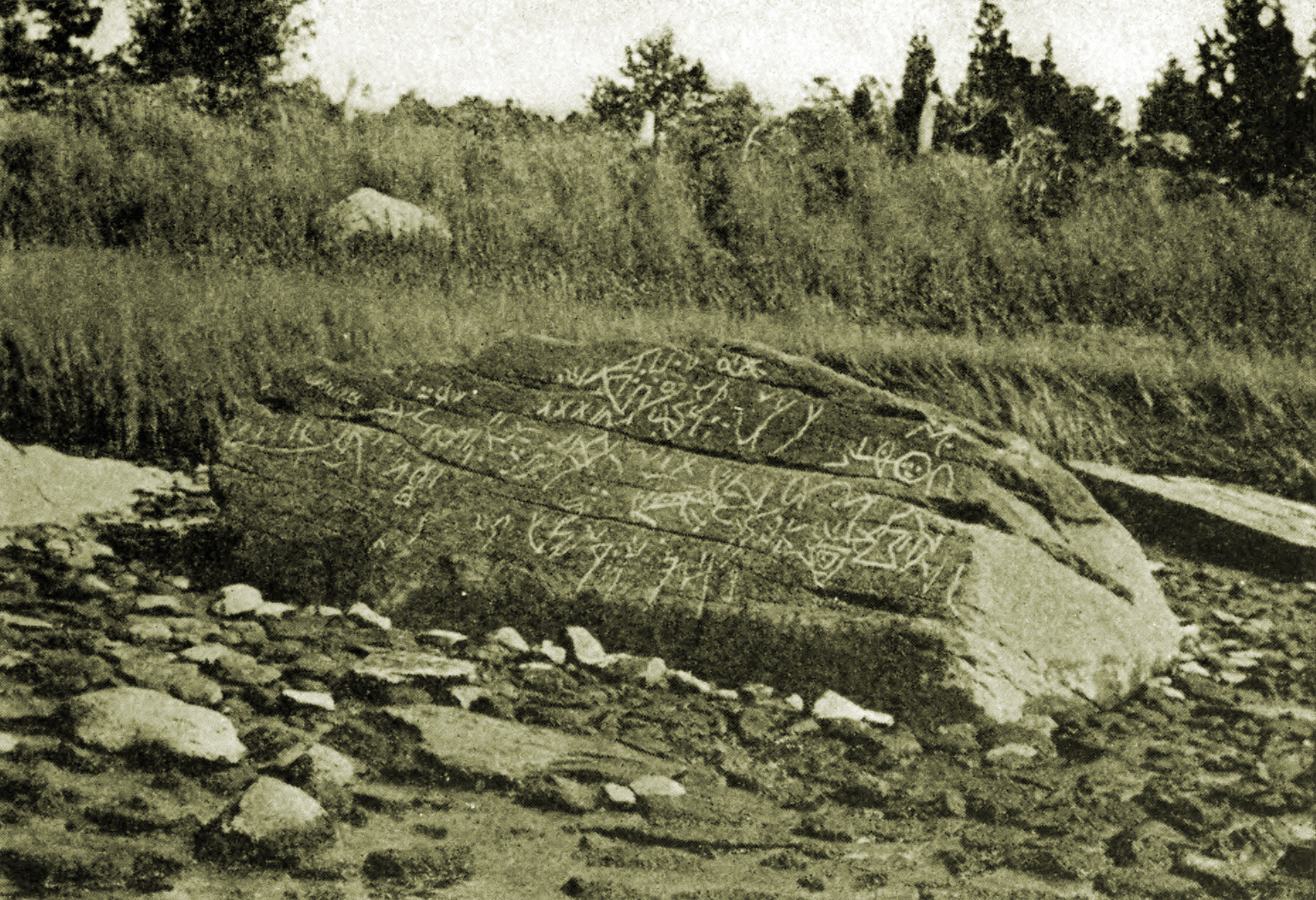
النقوش على صخرة دايتون

في أواخر القرن الثامن عشر، تكهن عدد من الناس حول أصول النقوش الصخرية على صخرة دايتون في بيركلي بماساتشوستس. لقد ظن عزرا ستايلز، رئيس كلية ييل آنذاك، أن النقوش جاءت من اللغة العبرية. جادل أنطوان كورت دي غيبيلين في صحيفة  Le Monde primitif («العالم البدائي») بأن النقش كان احتفالًا بزيارة قديمة للساحل الشرقي قامت بها مجموعة من البحارة من قرطاج (تونس الحديثة).
في القرن التاسع عشر، أصبح الإيمان بالزيارة الإسرائيلية للأمريكتين جزءً من المورمونية. قدم روس ت. كريستنسن النظرية القائلة بأن الموليكيين في كتاب مورمون كانوا «فينيقيون إلى حد كبير في أصلهم العرقي».

في كتابه «أمريكا القديمة» الصادر عام 1871، كرر جون دينيسون بالدوين بعض الحجج المقدمة للزيارات الفينيقية لأمريكا، لكنه استنتج قائلًا: 
 إذا كان صحيحًا أن الحضارة الموجودة في المكسيك وأمريكا الوسطى جاءت من أناس ينتمون للعرق الفينيقي، فسيكون صحيحًا أيضًا أنهم بنوا في أمريكا لأنهم لم يبنوا أي مكان آخر على الإطلاق، وأنهم أسسوا لغة هنا تختلف بشكل جذري عن لغتهم الأم، وأنهم استخدموا أسلوبًا مختلفًا تمامًا عن الأسلوب الذي حملوه في كل منطقة أخرى تحتلها مستعمراتهم. جميع أشكال الكتابة الأبجدية المستخدمة في الوقت الحاضر في أوروبا وجنوب غرب آسيا جاءت بشكل مباشر أو غير مباشر من تلك القديمة التي اخترعها العرق الذي ينتمي إليه الفينيقيون، ولها آثار علاقة مشتركة يمكن اكتشافها بسهولة. والآن، فإن كتابة النقوش في بالينك، وكوبان، وفي أي مكان آخر تحت الأنقاض ليس لها علاقة بالفينيقية أكثر من الكتابة الصينية. ليس لها خاصية واحدة يمكن أن تسمى الفينيقية أكثر من لغة النقوش أو أسلوب العمارة المرتبطة بها؛ لذلك لا يمكننا أن نفترض بشكل معقول أن هذه الحضارة الأمريكية نشأت من قبل أناس من العرق الفينيقي. 

## القطع الأثرية المحتملة
في عام 1872، تم اكتشاف حجر نقشت عليه كتابة فينيقية في بارايبا بالبرازيل. يروي النقش سفينةً فينيقية فُصلت، بسبب العاصفة، عن أسطول يبحر من مصر في جميع أنحاء أفريقيا؛ كما يذكر أيضًا الفرعون نخاو الأول أونخاو الثاني. تم عرض نسخة على لاديسلاو دي سوزا ميلو نيتو، مدير متحف البرازيل الوطني. في البداية قَبِل نيتو النقوش، ولكن بحلول عام 1873، أقنعه عالم الفلسفة إرنست رينان أنها مزيفة. تختلف أشكال خطاباتها عن تلك التي حدثت واختفت على مدار 800 عام؛ إن التقاء مثل هذا في قطعة واحدة من الكتابة يعني أن النقش كان مزورًا. لم ير أي عالم الحجر أو يحدد موقعه، وخلال عامي 1873–74 حاول نيتو العثور على الشخص الذي قدم نسخة من النقش حيث فشل. في ستينيات القرن العشرين، قدم سيراس إتش غوردون ترجمة جديدة، وذكر أن استنتاجه كان حقيقيًا، لأنه لم ينسخ أي كتابة سامية كان يمكن الوصول إليها على نطاق واسع في ذلك الوقت. عارض فرانك مور كروس قائلًا: «كان كل شيء في الكتابة متاحًا للتزوير في كتيبات القرن التاسع عشر أو من تخمينات غير مستوحاة من هذه المصادر المتاحة بسهولة»، وأوضح أن أشكال الحروف تغطي مجموعة من عشرة قرون.

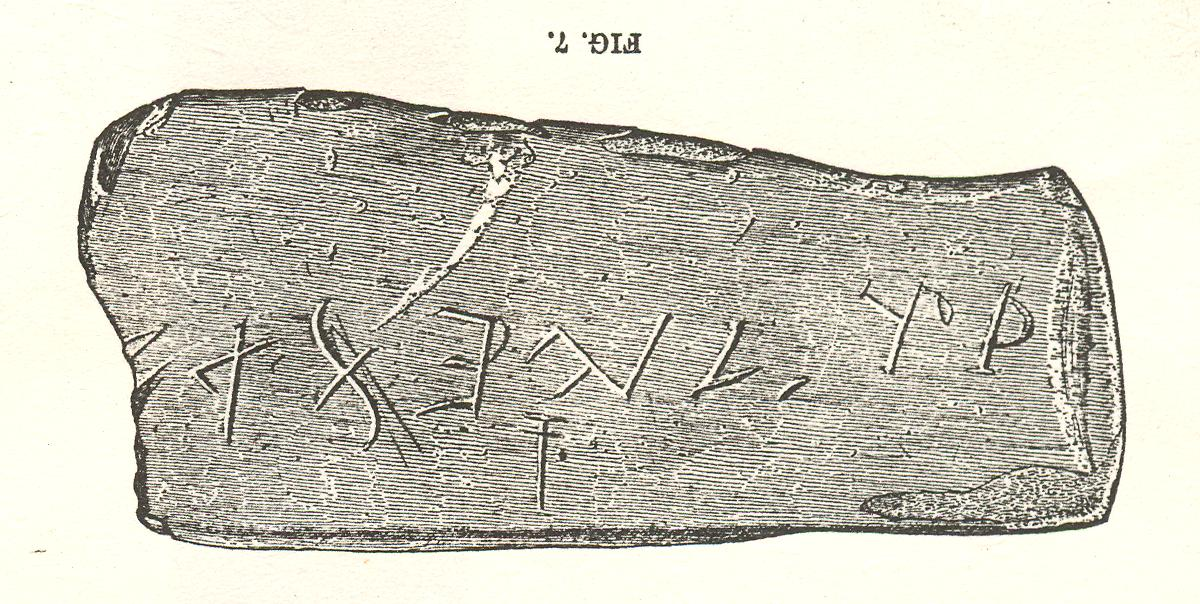
طباعة حجرية لكتاب بات كريك، يعتقد سيراس إتش غوردون أنها فينيقي

يعتقد غوردون أيضًا أنه تم العثور على نقوش عبرية قديمة في موقعين في جنوب شرق الولايات المتحدة، مما يشير إلى أن اليهود وصلوا إلى هناك قبل كريستوفر كولومبوس. كان من بين هذه الاكتشافات المفترضة نقش بات كريك، الذي اعتقد جوردون أنه فينيقي، لكن يُعتقد أنه مزور عمومًا. ومن الاكتشافات الأخرى التي زُعم أنها تدعم نظرية الاكتشافات السامية للأمريكتين، حجر لوس لوناس ديكالوغ ستون، الذي تم رفضه أيضًا باعتباره مزيفًا.

## النظريات الحديثة

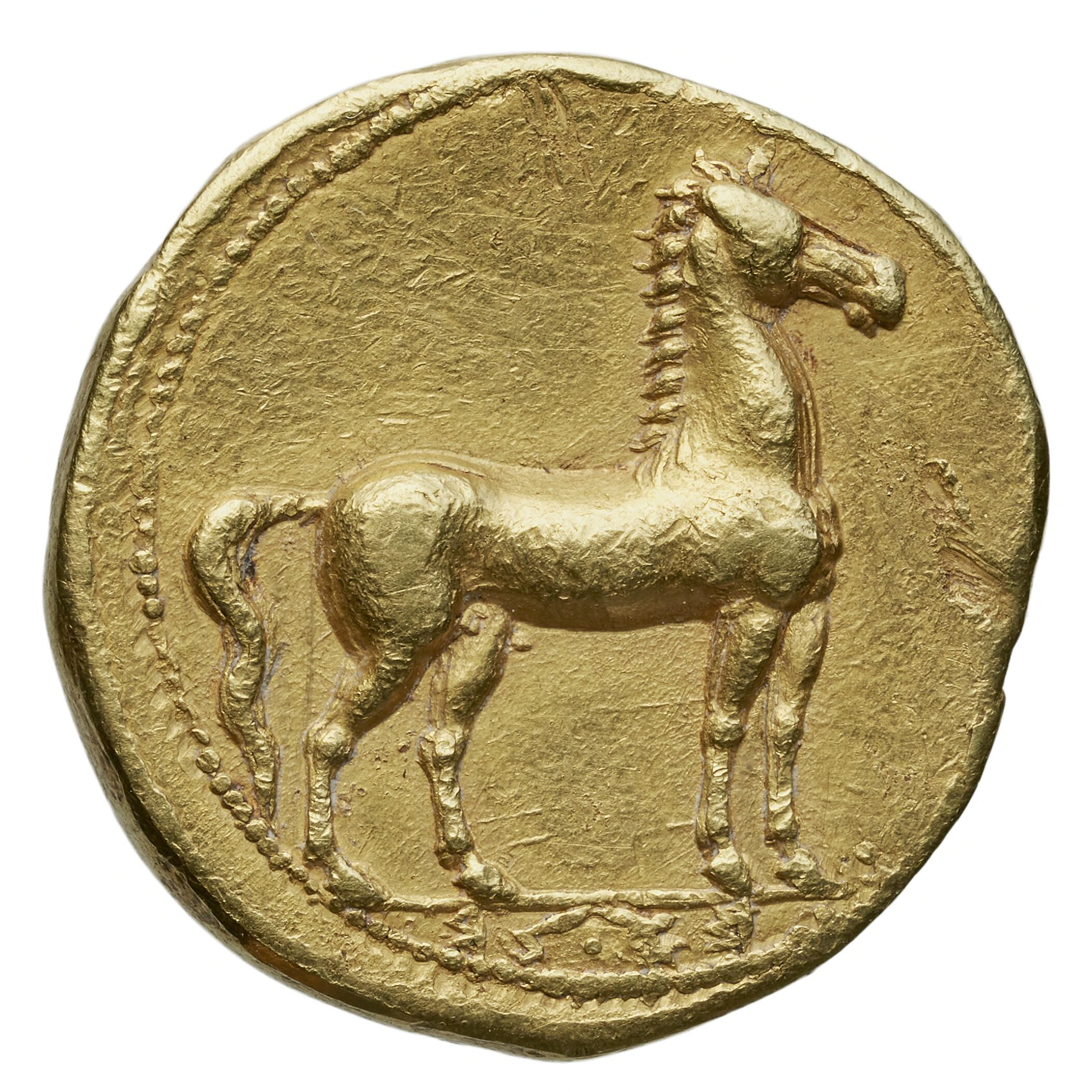
Monnaie - Statère, or, Carthage, Zeugitane - btv1b113188448

في القرن العشرين، شمل المنتسبون سيراس إتش غوردون وجون فيليب كوهين وروس كريستينسن وباري فيل ومارك ماكمينامين.
في عام 1996، اقترح ماكمينامين نظرية مثيرة للجدل بأن البحارة الفينيقيين اكتشفوا العالم الجديد حوالي العام 350 قبل الميلاد. وأن دولة قرطاج الفينيقية سكت قطع ستاتير ذهبية في 350 قبل الميلاد تحمل نمطًا عكسيًا في العملات المعدنية، والتي فسرها ماكمينامين على أنها خريطة للبحر الأبيض المتوسط مع عرض الأمريكتين غرب عبر المحيط الأطلسي. لا يزال ماكمينامين متمسكًا في العام 2021 بفرضيته القائلة بأن هذه الستاتير الذهبية تمثل صورًا للعالم الجديد. أظهر ماكمينامين لاحقًا أن عملات فارلي التي تم العثور عليها في أمريكا كانت مزورة حديثًا، لكن عملات فارلي هذه ليست مرتبطة بهذه الستاتير الذهبية مع خريطة العالم.
لقد تكهن لوسيو روسو حول وصول محتمل من الفينيقيين في الأمريكتين في تحليله لكتاب بطليموس الجغرافيا. في كتابه، يعطي بطليموس إحداثيات جزر فورتشن، لكنه في نفس الوقت يُقلص حجم العالم بمقدار الثلث مقارنة بالحجم الذي قاسه إراتوستينس. يلاحظ روسو أنه من خلال إسناد تلك الإحداثيات إلى جزر الأنتيل، فإن العالم يعود إلى الحجم الصحيح، وأن الوصف الجغرافي الذي قدمه بطليموس أفضل ومناسب بكثير وتختفي بعض التشوهات المحيرة في خريطة العالم لبطليموس. يجادل روسو أن إحداثيات جزر الأنتيل يجب أن تكون معروفة لمصدر بطليموس، أبرخش الذي عاش في جزيرة رودس وربما يكون قد حصل على هذه المعلومات من البحارة الفينيقيين، منذ كان لديهم سيطرة كاملة على غرب البحر الأبيض المتوسط في تلك الأوقات.

## التقييم العلمي
استعرض مارشال ماكوسيك، أستاذ الأنثروبولوجيا وعالم الآثار السابق بولاية أيوا، ورفض نظريات مختلفة من الفينيقيين أو الكنعانيين في العالم الجديد؛ كما لاحظ أنه «في هذا العصر الحديث يرغب الجميع في أن يكون سلطته الخاصة، ويبدو أن البحث الشخصي عن البدائل الثقافية يجعل كل فكرة أو نظرية متساوية في القيمة».

يقول غلين ماركو أن وصول الفينيقيين إلى الأمريكتين «ربما لن يكون معروفًا أبدًا». وقال، 
 لا يزال من غير المحتمل إثبات وجود دليل شكل نقش، مثل النص الفينيقي الشهير الذي يُزعم أنه عثر عليه في بارايبا في شمال البرازيل. هذا النقش، الذي يروي إنزال مجموعة دفعتها العاصفة من صيدا، قد عُرف منذ فترة طويلة أنه تزوير ذكي. إذا كانت هذه الحملة المشؤومة قد حدثت بالفعل، فمن المرجح أن يتم العثور على الدليل في حفنة من قطع الفخار الفينيقية. 
 يناقش رونالد إتش فريتز تاريخ هذه الادعاءات من القرن السابع عشر إلى القرن العشرين، مستنتجًا أنه ومع إمكانيتها تقنيًا، 
 ... لم يتم حتى الآن اكتشاف أي دليل أثري حتى الآن لإثبات ادعاءات إيروين وغوردون وبيلي وفيل وغيرهم. ونظرًا لأن الوجود الإسكندنافي العائم في فينلاند ترك آثارًا أثرية مؤكدة في L'Anse aux Meadows في نيوفاوندلاند، فيبدو منطقيًا أن يكون الوجود الفينيقي والقرطاجي الأكثر اتساعًا قد ترك أدلة مشابهة. إن غياب مثل هذه البقايا هو دليل ظرفي قوي على أن الفينيقيين والقرطاجيين لم يصلوا إلى الأمريكتين مطلقًا.

## روابط خارجية
- حجر بارايبا